# 배국환
배국환(裵國煥, 1956년 10월 16일 - )은 대한민국의 공무원이다.

## 학력
- 경복고등학교 졸업
- 성균관대학교 경영학 학사

## 경력
- 1979년 5월 : 제22회 행정고시 합격
- 1980년 : 상공부 근무(사무관)
- 1987년 ~ 1992년 : 경제기획원 예산실 총괄계장
- 1994년 ~ 1995년 : 대통령비서실 국가경쟁력강화기획단 과장
- 1995년 : 재정경제원 근무(서기관)
- 2000년 : 기획예산처 예산실 건설교통예산과장
- 2002년 ~ 2003년 : 기획예산처 예산실 예산총괄과장
- 2004년 : 기획예산처 근무(부이사관)
- 2004년 ~ 2005년 : 행정자치부 지방재정국 국장
- 2006년 ~ 2007년 : 기획예산처 공공혁신본부 본부장
- 2007년 2월 ~ 2007년 8월 : 기획예산처 정책홍보관리실 실장
- 2007년 8월 ~ 2008년 2월 : 기획예산처 재정전략실장
- 2008년 3월 ~ 2009년 2월 : 기획재정부 제2차관
- 2009년 2월 ~ 2012년 2월 : 감사원 감사위원
- 2012년 3월 ~ 2013년 2월 : 서울대학교 행정대학원 초빙교수
- 2014년 7월 : 자본시장연구원 초빙연구위원, NH농협금융지주 사외이사
- 2014년 8월 : 인천광역시 정무부시장
- 2014년 ~ 2015년 8월 : 인천광역시 경제부시장
- 2015년 8월 ~ 2018년 2월 : 가천대학교 초빙교수
- 2018년 10월 : 경기도경제과학진흥원 이사장
- 2018년 12월 : 현대아산 대표이사 사장
- 2020년 4월 : 삼표그룹 부회장
- 2022년 5월 : 제8회 전국동시지방선거 더불어민주당 성남시 시장 후보

## 수상
- 1984년 : 대통령 표창

## 역대 선거 결과
| 실시년도 | 선거      | 대수 | 직책 | 선거구      | 정당         | 득표수    | 득표율          | 순위 | 당락 | 비고     |
| -------- | --------- | ---- | ---- | ----------- | ------------ | --------- | --------------- | ---- | ---- | -------- |
| 2022년   | 지방 선거 | 22대 | 시장 | 경기 성남시 | 더불어민주당 | 191,613표 | \| \| 42.88% \| | 2위  | 낙선 | 민선 8기 |
|          | 42.88%    |      |      |             |              |           |                 |      |      |          |